# Антремон (округ)
Антремон (фр. District d'Entremont) — округ у Швейцарії в кантоні Вале.
Адміністративний центр — Санбранше.

## Громади
У таблиці наведено список громад округу станом на 2022 рік, населення та площа станом на 2019 рік.

| Українська назва | Оригінальна назва  | Код BFS | Населення | Площа |
| ---------------- | ------------------ | ------- | --------- | ----- |
| Бур-Сен-П'єр     | Bourg-Saint-Pierre | 6032    | 200       | 89,8  |
| Валь-де-Бань     | Val de Bagnes      | 6037    | 10185     | 301,9 |
| Лід              | Liddes             | 6033    | 711       | 58,6  |
| Орсьєр           | Orsières           | 6034    | 3172      | 164,9 |
| Санбранше        | Sembrancher        | 6035    | 1031      | 17,7  |